# Zosterops stenocricotus
Zosterops stenocricotus — вид воробьиных птиц из семейства белоглазковых. Иногда считается подвидом Zosterops senegalensis.

## Распространение
Обитают на африканском континенте. Ареал вида простирается от юго-восточной части Нигерии до юго-запада ЦАР и севера Габона. Живут и на острове Биоко. Естественной средой обитания являются субтропические и тропические влажные горные леса, а также субтропические или тропические высокогорные кустарниковые степи.
Угрозу для вида представляет возможность утраты среды обитания.